# Exotisme
L'exotisme (du grec tardif exô- « au-dehors », exôtikos « étranger, extérieur »)  est un phénomène culturel de goût pour l'étranger. Le phénomène se constate à plusieurs reprises dans l'histoire des civilisations en expansion. La curiosité de la société romaine pour les religions en marge de l'Empire, ou les temps d'ouverture de la Chine à la culture européenne pourraient relever de l'exotisme. Cependant, cette attitude s'exprime avec plus d'amplitude et de variété en Occident, en raison de la mondialisation : des grandes découvertes au commerce globalisé actuel, en passant par le colonialisme. Avec Claude Lévi-Strauss, l'occident devient une culture anthropologique. Ce qui est étranger n'est pas confondu avec l'imitation qu'en fait l'occident. Une création d'inspiration étrangère cesse d'être exotique dès lors qu'elle inspire en retour un individu étranger, comme l'impressionnisme au Japon ou Picasso dans des pays d'Afrique.
Au XVIIe siècle, la société française se passionne pour les voyages : l'arrivée du « grand mamamouchi » dans Le Bourgeois gentilhomme de Molière (1670) est un signe annonciateur, puis on compte la traduction de Les Mille et Une Nuits par Antoine Galland (1704), les Lettres persanes de Montesquieu (1721) et Bougainville qui narre ses multiples voyages. Voltaire et Diderot profitent de cet intérêt de l'exotisme pour critiquer la société par exemple dans Candide ou Supplément au voyage de Bougainville. Depuis, le phénomène s'est poursuivi dans les arts plastiques, la musique, la philosophie, dans toutes les expressions culturelles. Même s'il y a parfois des reflux, une mode comme la world music avec le design et les idées qu'elle véhicule montre que des consommateurs occidentaux aiment toujours à rêver d'étranger.
L'orientalisme est genre de l'exotisme amalgamant toutes les cultures à l'est de l'Europe, mais aussi au Nord d'Afrique et l'Espagne (pour romantiques comme Washington Irving et Prosper Mérimée).

## Art
En musique, l'exotisme est un genre dans lequel les rythmes, les mélodies et les instruments cherchent à évoquer l'atmosphère de terres lointaines ou de temps reculés, avec par exemple le Daphnis et Chloé et le Tzigane pour Violon et Orchestre de Maurice Ravel ou d'autres œuvres de Debussy et de Rimsky-Korsakov. À la fin de la seconde guerre mondiale un courant musical intitulé "Exotica" vit le jour aux États-Unis. Des musiciens comme Martin Denny ou Les Baxter s'inspirèrent de rythmes lointains (hawaiiens, caribéens notamment) et les mêlèrent à du jazz. Cet exotisme musical est animé de mystères et berce l'auditeur vers un doux rêve lointain.
Tout comme l'orientalisme, l'exotisme en peinture et dans le domaine des arts décoratifs était associé avec l'opulence et la luxuriance des ornements.

## L'exotisme en géographie

### Définitions

#### Définition «occidento-centrée»

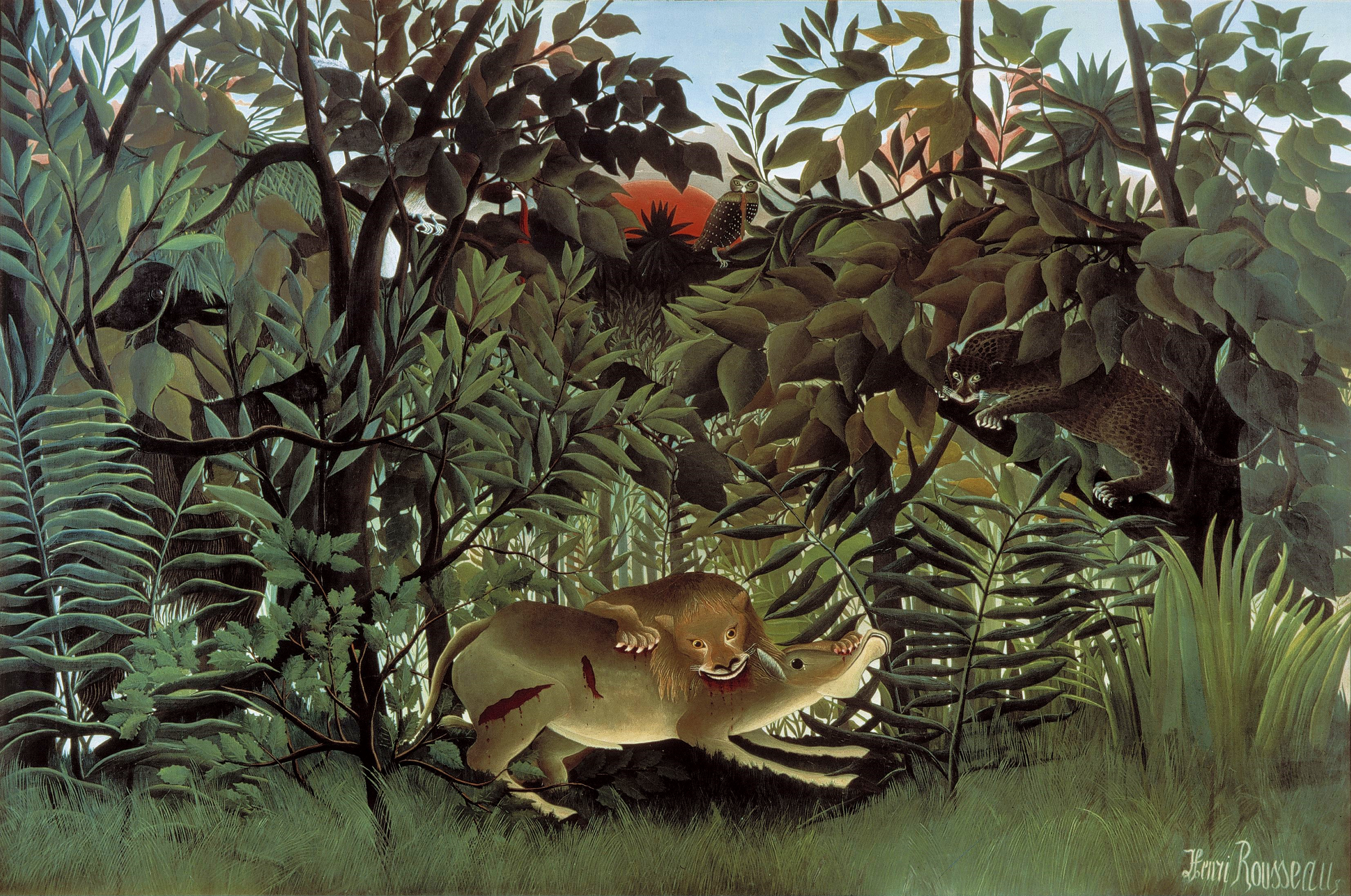
Lion affamé, Henri Rousseau (1905)

Lorsqu’on cherche la définition de l’adjectif « exotique » dans différents dictionnaires, les mots « étrangers », « étranges » et « lointains » reviennent la plupart du temps. « Qui appartient à des pays étrangers et lointains. « Qui provient ou appartient à un pays lointain. Exemple : Des fruits exotiques. Synonyme : étrange », nous indique Linternaute. Ce dernier point semble confirmé par le dictionnaire Reverso, entre autres, qui dresse une liste de synonymes se rapportant tous de près ou de loin au fait d’être bizarre. Mais « étrange » ou « bizarre » pour qui ? « Lointain » depuis où ? 
Le géographe Jean-Francois Staszak rappelle que le terme « exotique » est ce que les linguistes appellent un embrayeur : un mot dont la signification dépend du contexte dans lequel il est énoncé, relevant du discours et non du récit. « Exotique » est à classer dans la même catégorie que des déictiques spatiaux comme « ici » et « là-bas », par exemple. Sortis de leur contexte, ils ne veulent plus dire grand chose. L’exotisme ne peut donc pas être un fait, ou une caractéristique absolue ; il s’agit d’un point de vue relatif, un discours, un ensemble de valeurs et de représentations à propos de quelque chose. Et ce point de vue, c’est celui de l’Occidental. Les habitants des pays dits « exotiques » ne vont pas considérer les fruits qu’ils mangent au quotidien, la faune et la flore qui les entourent comme étranges, étrangers ou lointains. « Exotique » est d’ailleurs souvent synonyme de « tropical », ce qui là aussi relève d’une catégorie géographique créée par l’Occident ; les zones tropicales peuvent en effet être vues comme lointaines depuis la zone dite « tempérée », mais les habitants de ces zones eux-mêmes ne vont sûrement pas voir leurs propres régions comme lointaines, ni bizarres.

#### Concept géographique

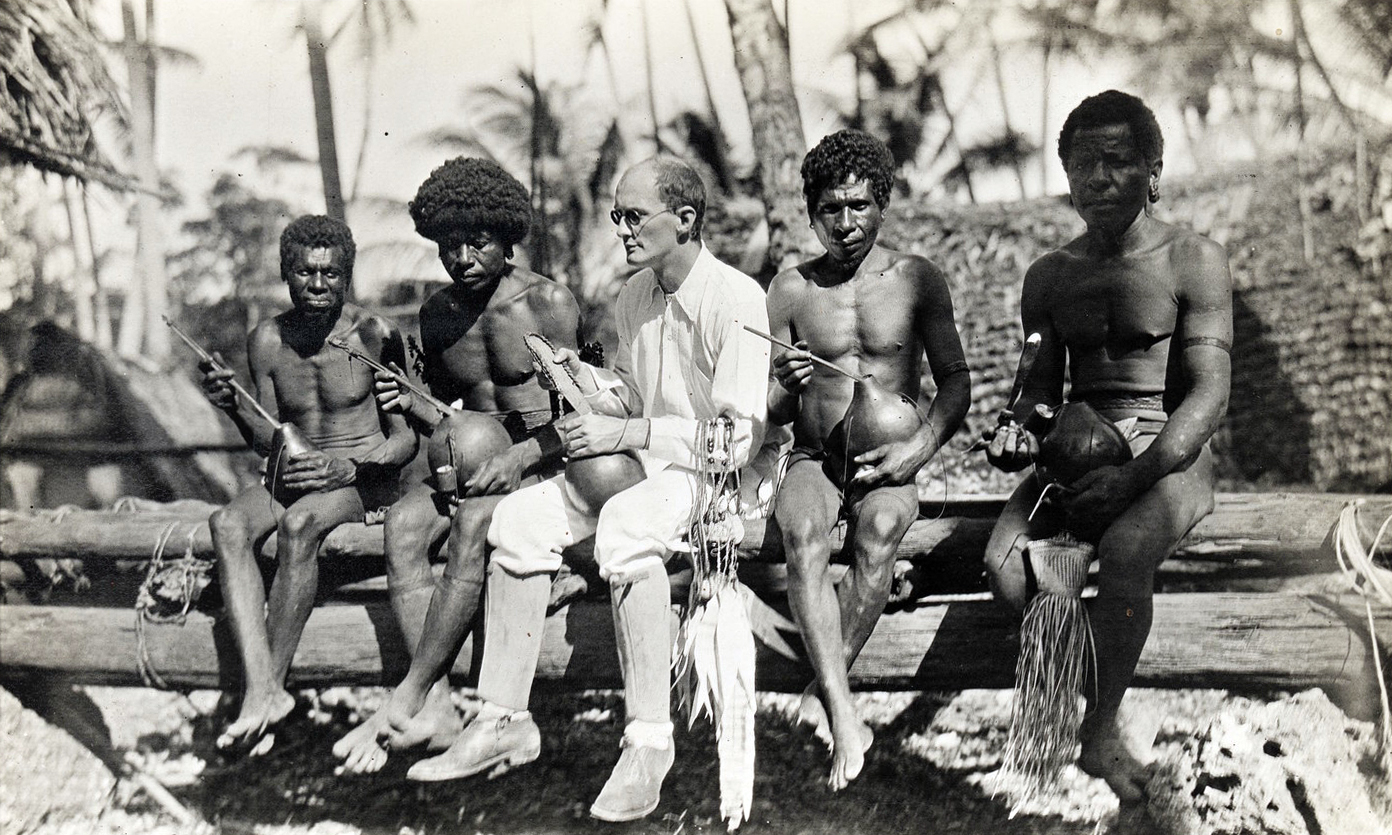
Bronisław Malinowski avec des habitants des Îles Trobriand en 1918

Les définitions du terme reflètent ainsi la tendance du point de vue occidental à se considérer comme allant de soi, à se positionner comme étant la norme. Cet Occidentalo-centrisme découle de la position hégémonique que l’Occident a tenu depuis l’époque des grandes conquêtes, de la période coloniale, et de l'époque contemporaine. Ceci s’est traduit au niveau géographique par la définition de certains centres – Paris, Londres, et d’autres capitales du monde occidental – des « ici » absolus. Définir ce qui est ici implique alors obligatoirement la définition de ce qui est ailleurs, là ou les périphéries.
Les distances matérielles et symboliques sont superposées : ce qui est loin géographiquement de l’Occident est pensé comme bizarre, anormal comparé par exemple aux valeurs occidentales, aux habitudes. En termes d’échelles, Staszak affirme qu’il faut donc qu’il y ait suffisamment de distance physique pour qu’on considère un lieu comme exotique ; l’échelle des continents en constitue une pertinente. Par exemple, un Français de la fin du XXe siècle ne peut considérer l’Espagne comme exotique car elle est trop proche matériellement et symboliquement. Il peut cependant considérer le Maroc comme exotique. 
L'exotisme provient donc d'un jugement de valeurs. Ainsi, il ne s’agit pas de différences objectives entre des lieux et des peuples, mais d’altérité : un groupe dominant se constitue comme « endogroupe », et construit un « exogroupe » dominé, en pointant du doigt les différences – réelles ou imaginaires – motifs de discrimination potentielle.
Paradoxalement, bien que l’exotisme renvoie au bizarre et à l’autre, il a des connotations plutôt positives : un lieu exotique est un lieu attirant. Il suscite la curiosité, séduit le touriste et son appareil photo. L’exotisme en tant que concept géographique implique donc de pouvoir apprécier d'une certaine façon ce qui est exotique. Tout ce qui est lointain et étrange n’est pas forcément exotique. Le géographe Jean-Francois Staszak cite l’anthropophagie par exemple : cela suscite la curiosité, mais on ne la considère pas comme exotique, car on n’arrive pas à appréhender ce phénomène d’une manière positive. Ce qui est trop étrange, trop bizarre, est repoussant. Il faut donc un juste milieu. N’est exotique que ce qui est suffisamment éloigné – matériellement et symboliquement – de notre quotidien, tout en restant mesuré, acceptable, pas radicalement différent de nos habitudes et valeurs les plus fondamentales. « Le sauvage n’est exotique que quand c’est un bon sauvage ».
De cette manière, à travers le temps, une pléthore de lieux ont été vus ou considérés comme exotiques, lorsqu’ils offraient un dépaysement suffisant – pour les touristes occidentaux par exemple – mais qu’ils garantissaient tout de même une étrangeté mesurée, domestiquée. On constate ainsi que le concept d’exotisme, qui relève à la base plutôt d’un imaginaire géographique, a eu des influences tout à fait réelles : flux touristiques intensifiés, transformation de paysages, de sociétés, d’économies, etc.

### Origine de l'exotisme par la représentation: récits, peintures

#### L'exotisme: le cas de l'Orient

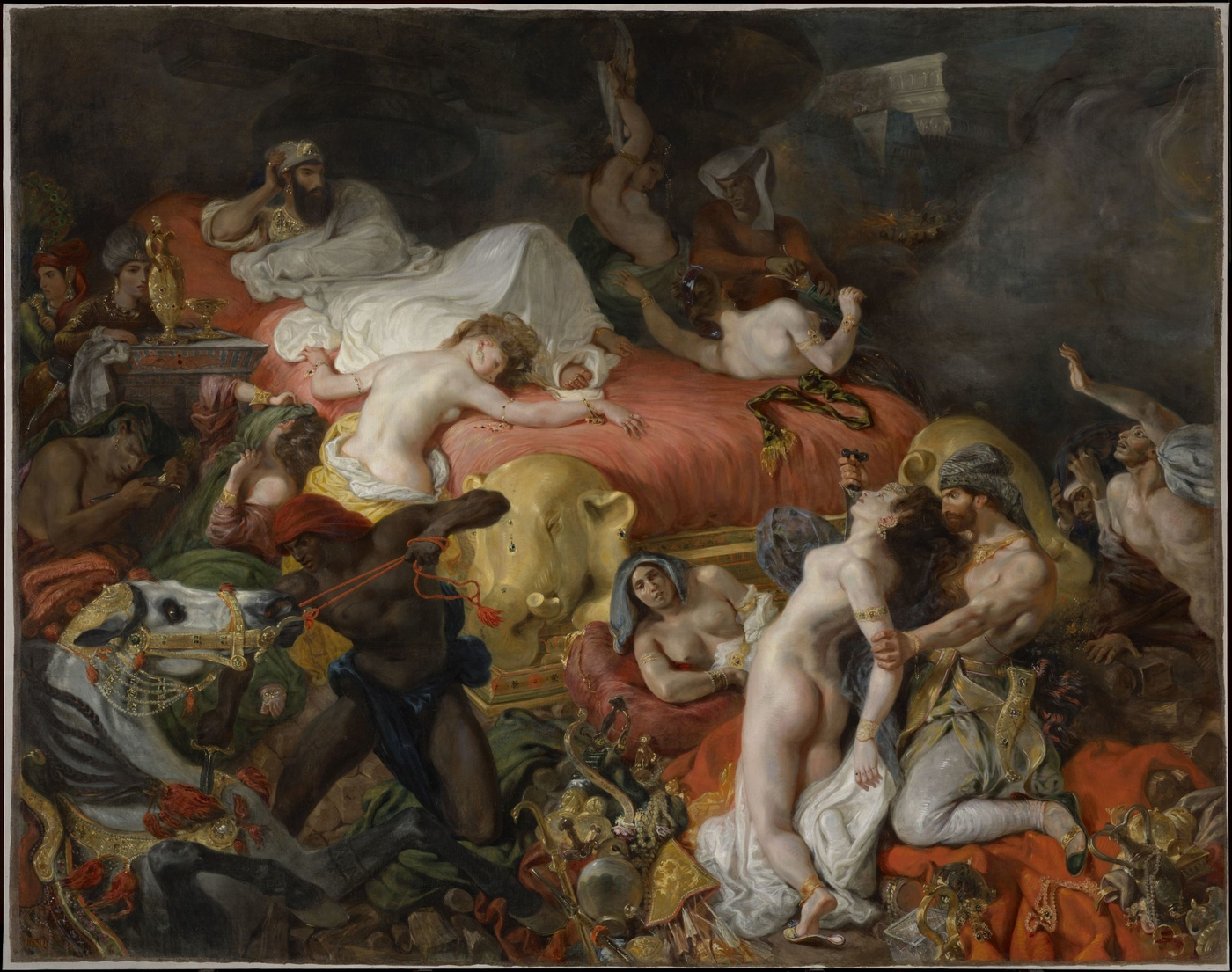
La Mort de Sardanapale, par Eugène Delacroix.

Le développement de l’exotisme date de la période coloniale, où ce goût pour l’Ailleurs grandit. C’est en découvrant l’Autre et l’Ailleurs qu’on peut développer une certaine attirance pour lui. À cet égard, l’Orient a toujours constitué un certain ailleurs exotique pour l’Occident. Edward Saïd écrit à ce propos:
« L’Orient a presque été une invention de l’Europe, depuis l’Antiquité lieu de fantaisie, plein d’être exotiques, de souvenirs et de paysages obsédants, d’expériences extraordinaires, […], de plus, l’Orient a permis de définir l’Europe ( ou l’Occident), par contraste : son idée, son image, sa personnalité, son expérience, […], l’orientalisme exprime et représente cette partie, culturellement et même idéologiquement, sous forme d’un mode de discours, avec pour l’étayer, des institutions, un vocabulaire, un enseignement, une imagerie, des doctrines et même des bureaucraties coloniales et des styles coloniaux »
Ces propos montrent à quel point la création d’un imaginaire occidental a pu donner naissance à un mythe fantaisiste et un imaginaire géographique. Le cas du Harem, entre autres, est un exemple typique de l’exotisme de l’Orient. Ce mythe imaginaire a été créé par divers processus au fil du temps, comme les voyages, les récits ou la peinture.

#### Le cas de la peinture

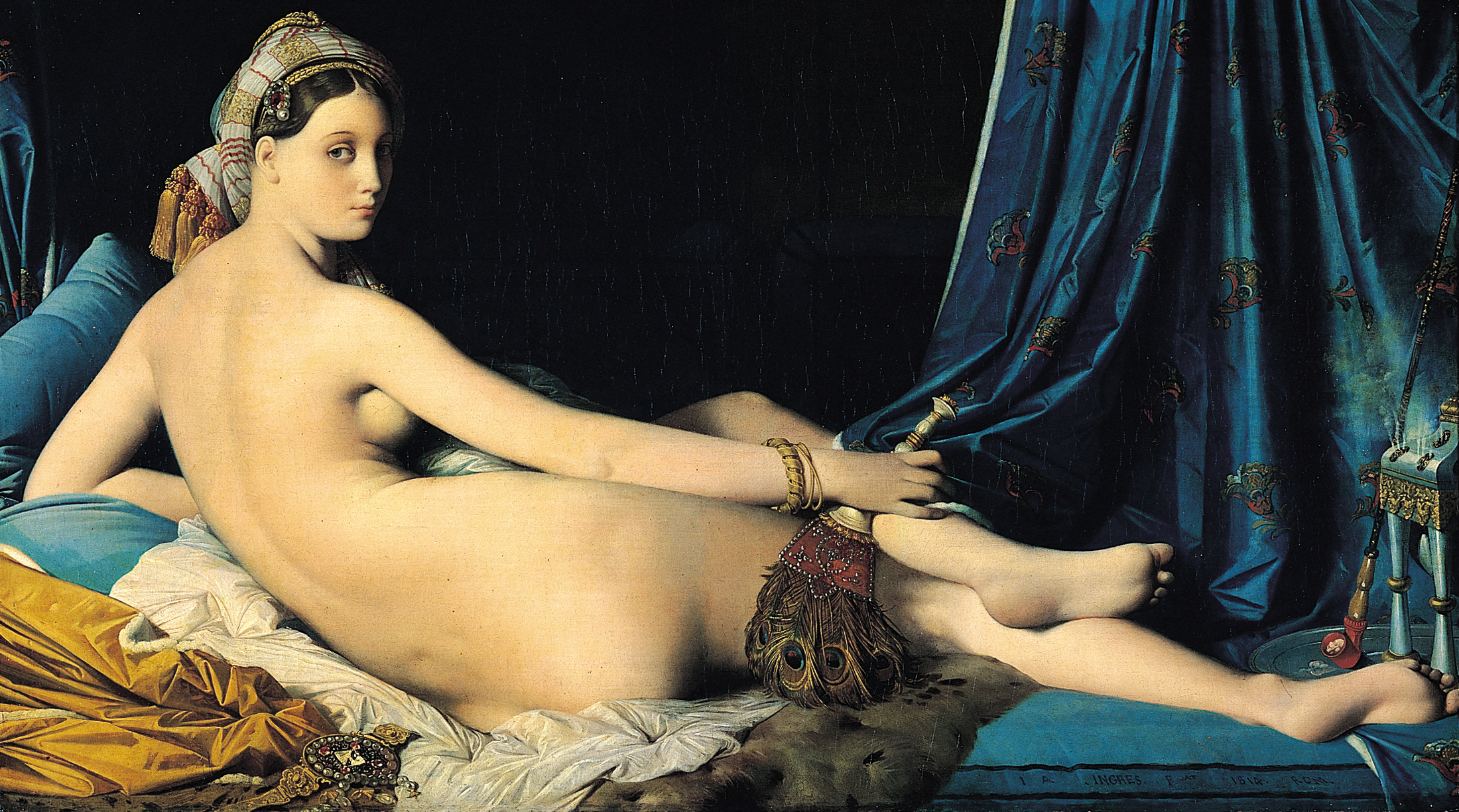
La Grande Odalisque, par Ingres (1814).

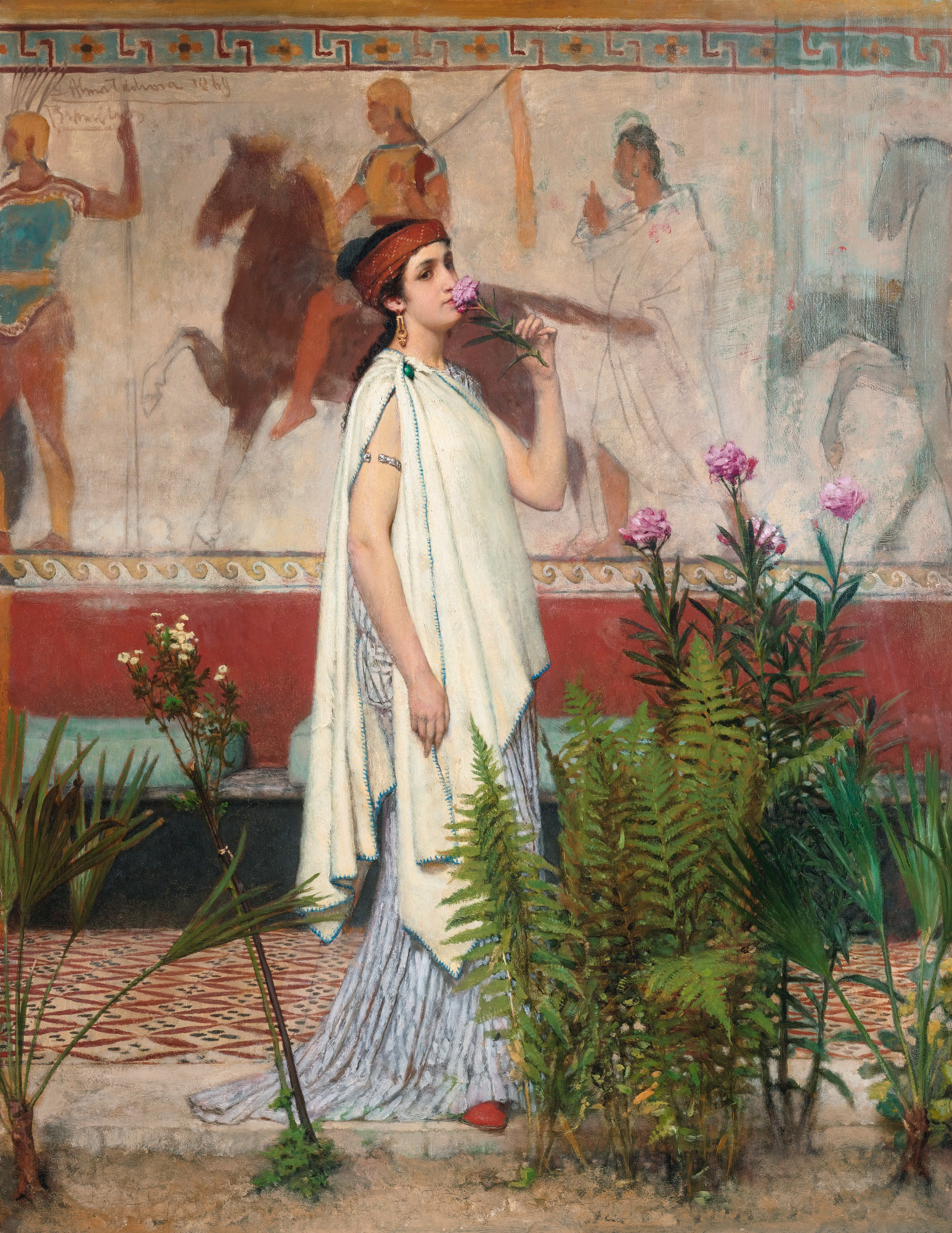
Femme grecque, par Lawrence Alma-Tadema.

Les plus grands peintres exotiques tels que Jean-Auguste Dominique Ingres ou Jean-Léon Gérôme ont permis de créer cette imaginaire aux XVIIIe et XIXe siècles, avec les fameux tableaux, tels que La Grande Odalisque ou Le Bain turc. Ces tableaux représentent le Harem impérial ottoman, composés de femmes nues au hammam, fumant le narguilé. Ces tableaux sont dits fantaisistes, car elles représentent de loin la réalité. Nous savons aujourd’hui que le Harem impérial n’a jamais pu être visité par des étrangers avant la chute de l’Empire Ottoman. Aucune présence étrangère ne fut permise dans cet espace hiérarchisé et fragmenté, mis à part la famille du Sultan, les servantes au service de ces derniers, et les eunuques. Les propos de , fille du médecin du Palais et conseiller du Sultan, qui relate la vie quotidienne du Harem, apparaît dès lors comme une évocation sans précèdent :

Le Bain turc, par Jean Auguste Dominique Ingres (1862).

« Contrairement à ce que l’on imagine en occident, jamais les dames du Sérail, princesses ou suivantes, ne fumaient ni cigarettes, ni pipe, ni narguilé »
« Jusqu’à présent, le harem du Grand Sérail et le Hirkai Odassi (la chambre du Manteau sacré) demeurent deux de ces rares endroits sur terre qu’aucun pied anglo-saxon ou américain n’a encore foulé. Comme autrefois le Pôle pour les explorateurs, comme toujours l’Everest pour les alpinistes, ainsi demeurent le Harem des Sultans et le Hirkai Sheriff pour les touristes ».
Les récits divers sur la présence de centaines de femmes au service d’un seul homme dans un lieu cloîtré attisent la curiosité des Européens. Dès lors, les peintres vont y aller de leurs imaginaires pour représenter un espace fantasmé, étrange, attirant aux yeux de l’homme occidental où ces mœurs sont considérés comme contraires à la foi chrétienne. Ainsi la représentation de la nudité sexuelle de la femme est permise grâce à ces œuvres d’art par un subtil moyen de contempler l’« Autre », l’exogroupe, celui qui ne fait pas partie de l’endogroupe occidental.
On peut aussi mentionner les cas de la musique comme 'les Mille et une Nuits", le récit de Gérard de Nerval «  Voyage en Orient » en 1851, les Lettres persanes de Montesquieu, les Lettres de Lady Wortley Montagu, publiées en 1764. Mais encore "Aziyadé ou les Désenchantées" de Pierre Loti, le consacrant comme chantre officiel de l’Empire ottoman.

### Processus d'Exotisation

#### Exotisation
Comment en vient-on à considérer un lieu comme exotique ? L’exotisme n’est pas un état de fait, il s’agit là d’un processus. Selon Peter Mason, historien des images, il y a deux moments. Dans un premier temps, il faut pouvoir aborder ce lieu, le déconnecter de son contexte local, dans lequel il n’a évidemment rien de bizarre. Il faut donc le dé-contextualiser. Dès lors, dans un deuxième temps, il faut le placer dans le cadre occidental, le re-contextualiser. Ici, on peut alors l’observer selon notre point de vue, remarquer ce qu’il a d’étrange. Ce processus, Staszak l’appelle ainsi « exotisation » : un changement de contexte, où l’objet « exotisé » est mis à disposition des « exotisant ». Dans ce nouveau cadre, il paraît alors effectivement bizarre. Le processus en question correspond à un mouvement matériel, physique : les objets ou populations importés dans le contexte occidental et qui deviennent ainsi étranges vis-à-vis du local ; les endroits visités par les touristes, qui interprètent de leur point de vue les décors, mœurs, peuples locaux, et les trouvent alors si étonnants.

#### Exotisme Souverain et Auto-exotisation

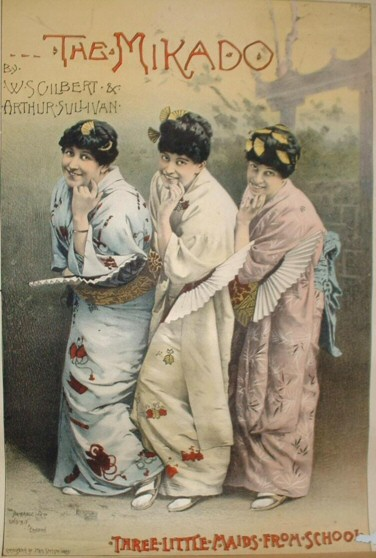
Affiche pour The Mikado (1885).

Comme vu plus haut, caractériser un lieu comme étant exotique revient par la même occasion à le considérer comme destination touristique propice. Le tourisme constituant pour de nombreux pays dits « en voie de développement » un moyen non négligeable d’engranger des retombées économiques, certains États ou populations n’ont pas hésité à se lancer de leur propre gré dans le processus d’exotisation. C’est ce que le géographe  appelle l’exotisme souverain, et Nathalie Schon l’« auto-exotisation ». Dans ce cas de figure, l’indigène détourne le regard occidental à son profit, agit sur la représentation que l’Occident a de lui. Ceci dans le but principal de se conformer aux attentes des touristes et générer des revenus, mais aussi parfois dans le but de revendiquer une identité propre.
Les cas illustrant ce procédé sont nombreux, particulièrement concernant la logique commerciale, visant le tourisme. Nicolas Bouvier, par exemple, décrit dans Chronique Japonaise comment les habitants d’un petit village très touristique du Japon profitent d’un jour de pluie – donc sans touristes – pour délaisser leurs costumes traditionnels de figurants et s’habiller en imperméables et casquettes de baseball – tout ce qu’il y a de plus occidental, et moins exotique donc. Lorsque les touristes sont là, au contraire, les locaux s’habillent en fonction de leurs attentes, traditionnellement, exploitant ainsi leur côté exotique pour en tirer profit économiquement. Un autre exemple – parmi tant – est celui de Tahiti, donné par Jean-François Staszak. Dans les revues touristiques et sur place dans les sites spécifiques, des Polynésiens sont en effet payés pour jouer « leur » rôle. Ils portent des tenues (stéréo)typiques – qu’ils ne portent pas dans la vie courante – afin de répondre aux attentes des Occidentaux, désireux de voir des vahinés par exemple. Il s’agit donc d’une mise en scène, comme c’est très souvent le cas dans le cadre de l’exotisme. Les pays (auto-)exotisés n’hésitent ainsi pas à transformer leur propre paysage en décor, comme s’il s’agissait d’un spectacle, pour que le touriste y trouve ce qu’il espérait découvrir,. De la sorte, de nombreuses destinations touristiques finissent alors par se ressembler, car on a formaté ces mêmes paysages en fonction des attentes stéréotypées des touristes.

### Exotisme: un concept fourre-tout?
Le fait que le mot « exotique » soit un embrayeur, et qu’il n’ait un sens donc qu’au vu du contexte dans lequel il est énoncé, conduit à certaines dérives. Aujourd’hui, le terme est en effet un peu fourre-tout. Lorsqu’on tape « exotique » sur Google par exemple, outre les différentes définitions proposées, les résultats renvoient à des sites bien divers, tous ayant des propos et objectifs relativement distincts. On y trouve des sites commerciaux, des boutiques, des restaurants, spécialisés, qui offrent une gamme exhaustive de services (tours opérateurs), nourritures (restaurants en Europe) et objets, soit dans le bien-être (cosmétiques, spas, parfums), la décoration (meubles, gadgets et bibelots), l'alimentation (import-export et grossiste de fruits « exotiques »), les loisirs, la lecture (Parfum exotique de Baudelaire), et très surprenant, des véhicules (exotiques), aux formes longilignes et félines pour la majorité d'entre eux. 

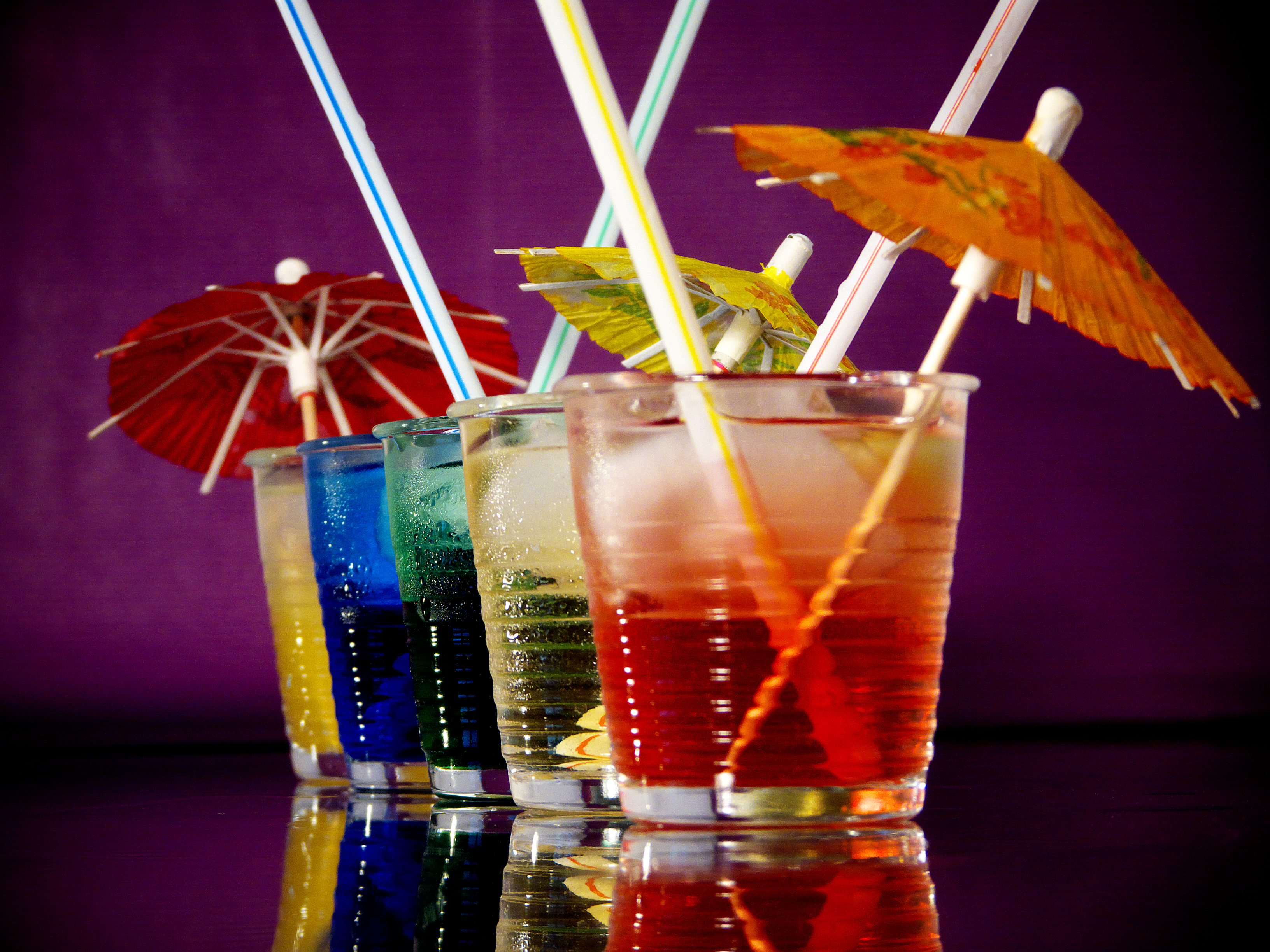
Cocktails avec ombrelles

D'autre part, lorsqu'on clique sur la partie « Images » (correspondant à la recherche du terme « exotique » toujours), les photos sont sans appel: des femmes en petites tenues dans des postures plutôt lascives et suggestives, des plages aux bancs de sable paradisiaques, une flore luxuriante et colorée, une faune sauvage (allusion encore aux voitures sportives longilignes et félines – Ferrari, Aston Martin, Lotus, Lamborghini, etc.), des cocktails (de fruits) venant d'ailleurs. Le seul dénominateur commun étant finalement les couleurs criardes, telles que jaune, orange, rouge, vert, ainsi que le noir pour beaucoup des voitures précitées.
Ce petit exercice donc, montre que les clichés ont la peau dure : tout ce qui a trait à l’exotisme est d'ailleurs, un peu bizarre et tout de même attirant. Mais pour qui ? Le point de vue ici est purement occidental. Une personne en provenance d’un pays dit exotique qui ferait la même recherche sur Google, verrait la définition du terme, puis les images qui y correspondent, et ne serait probablement pas d’accord : ce qu’on lui montre est une partie de son quotidien, mise en scène, exagérée, stéréotypée. Le risque est que ce même être « exotisé » finisse par considérer cette situation comme allant de soi, par intérioriser cette vision occidento-centrée, ce qui le conduira à se considérer lui-même comme anormal, bizarre, autre. Pour revenir aux résultats de la recherche, on voit bien que le concept ne contient rien de spécifiquement palpable, mais qu’au contraire, il demeure vague ; c’est un fourre-tout. On y met tout et n'importe quoi : bijoux, bois exotiques, faune et flore luxuriantes et même des femmes. Tout ce qui est un peu coloré, qui paraît non conventionnel par rapport à ce que l’on trouve quotidiennement en Europe. Les bijoux, par exemple, sont censés rappeler des endroits exotiques, mais on ne sait pas trop de quels endroits il s’agit en fait. D’autre part, on se rend compte que ce mot cible aussi les femmes qui auront un teint de peau plus foncé que la « normale ». À ce propos, comme le fait remarquer Staszak, le mot « exotique » s'apparente fréquemment au mot « érotique », et l’« exotisé » est très souvent vu par l’« exotisant » comme un objet sexuel, ou du moins sensuel.

### Quelques lieux vus comme exotiques

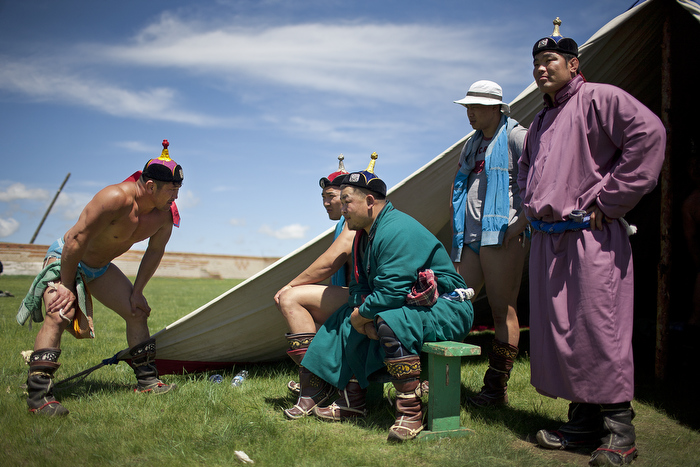
Naadam en Mongolie.

Si l’on fait le même exercice qu’au point précédent mais qu’on entre des termes comme « pays exotique » sur Google, les résultats sont une nouvelle fois intéressants. Par exemple, selon le site etudier-voyager.fr, le Top 5 des pays les plus exotiques sont les suivants : Grenade, Fidji, États fédérés de Micronésie, Malawi et Mongolie. Voyages.libération.fr dresse des carnets de voyages, et cite notamment le Cameroun (ou le pays des crevettes), commençant l’article par « Un pays exotique, à la faune et à la flore d’une richesse exceptionnelle. Un pays traversé par de multiples rivières, parsemé de lacs et de chutes magnifiques, qui offrent au visiteur émerveillé une variété de paysages extraordinaires, des forêts équatoriales de l’Est aux montagnes volcaniques de l’Ouest, des savanes arborées et des grands parcs nationaux du Nord aux grandes plages de sable et de cocotiers du Sud ». Tout y est donc : les plages, les cocotiers, la flore et les paysages différents.
Avec les termes « endroit exotique », le site Voyage.Sympatico.ca  par exemple dresse une liste de huit endroits pour amoureux, et il est surprenant que, ce site étant canadien, ils proposent le Badeschiff Bar, à Berlin (Allemagne) et l'île Bled en Slovénie, parmi la Turquie, la Malaisie, la Jordanie, la Nouvelle-Zélande, la Chine et le Brésil, comme choix de destinations exotiques. Si le Canada, l’Allemagne et la Slovénie appartiennent au même monde occidental, la relation entre « exotique » et « érotique » n’est probablement pas innocente dans ce choix, et l’Europe peut donc tout de même être vue comme exotique à certains endroits, pour des Nord-Américains où le climat notamment est souvent plus frais. Enfin, avec « paysage exotique », on trouve surtout des liens vers des albums photos. Les clichés sont presque toujours les mêmes : îles paradisiaques, sable doré et cocotiers, tout cela bercé par un soleil radieux, ou alors chameaux se frayant un chemin dans un désert où le soleil frappe de plus belle.

## Littérature exotique ou exotisme en littérature?
Dans le domaine des Lettres, « l'exotisme peut se définir comme l'intégration (...) de l'insolite géographique, ethnologique et culturel ; il traduit le goût de l'écrivain pour des contrées qui lui apparaissent comme étranges et étonnantes, féeriques ou légendaires, qui contrastent avec la sienne propre par le climat, la faune, la flore, les habitants (leur apparence physique, leurs costumes et traditions) ».

Femmes d'Alger dans leur appartement, par Eugène Delacroix (1834).

En ce sens, et très vite lors de son apparition, l'exotisme est proche du surnaturel et ce, dès la Renaissance avec Rabelais dans Pantagruel et Gargantua. Le goût pour l'Ailleurs naît avec la découverte des Amériques surtout mais aussi en raison de la redécouverte des cultures arabes et proche-orientales. L'exotisme en littérature doit aussi beaucoup à l'économie et au commerce de l'époque (Marco Polo et la route de la soie) ; dans Don Juan de Molière notamment le café qui vient d'apparaître en France est l'un des premiers objets littéraires exotiques, une sorte de cliché qui participera plus tard à la constitution d'un décor de convention, de même que l'eunuque, la princesse orientale en visite, les animaux fabuleux (dromadaires, lions...), autant de topoi qui naissent de l'exotisme littéraire.
L'exotisme apparaît principalement avec la traduction des Mille et une nuits, conte oriental transmis de génération en génération, par Antoine Galland, en 1701. Galland a su modifier subtilement la couleur locale orientale qui fait immédiatement le succès de l'édition en l'adaptant au goût français. Par ce décor de convention l'exotisme devient une façon littéraire d'étudier nos propres références culturelles et de s'inspirer des autres littératures. Dès lors nombres d'écrivains-philosophes comme Voltaire (Candide, Zadig) ou Rousseau (et sa fiction du Bon Sauvage), d'Alembert ou Diderot (Supplément au voyage de Bougainville, qui pose les principes de l'acculturation et les bases de l'ethnologie), Montesquieu enfin (Les Lettres Persanes) utilisent cet artifice pour distancier le regard du lecteur, pour lui permettre de créer un espace critique vis-à-vis de la société de l'époque.
Mais c'est surtout au XIXe siècle, avec Gérard de Nerval dans Voyage en Orient, Charles Nodier et François-René de Chateaubriand dans Voyage en Amérique que l'exotisme devient un mouvement littéraire. Il suit un développement parallèle en peinture avec Eugène Delacroix : La Mort de Sardanapale et Les Femmes d'Alger en particulier. C'est surtout le fait que le peintre suit la campagne de Bonaparte en Égypte qui apporte une vague exotique à la littérature.

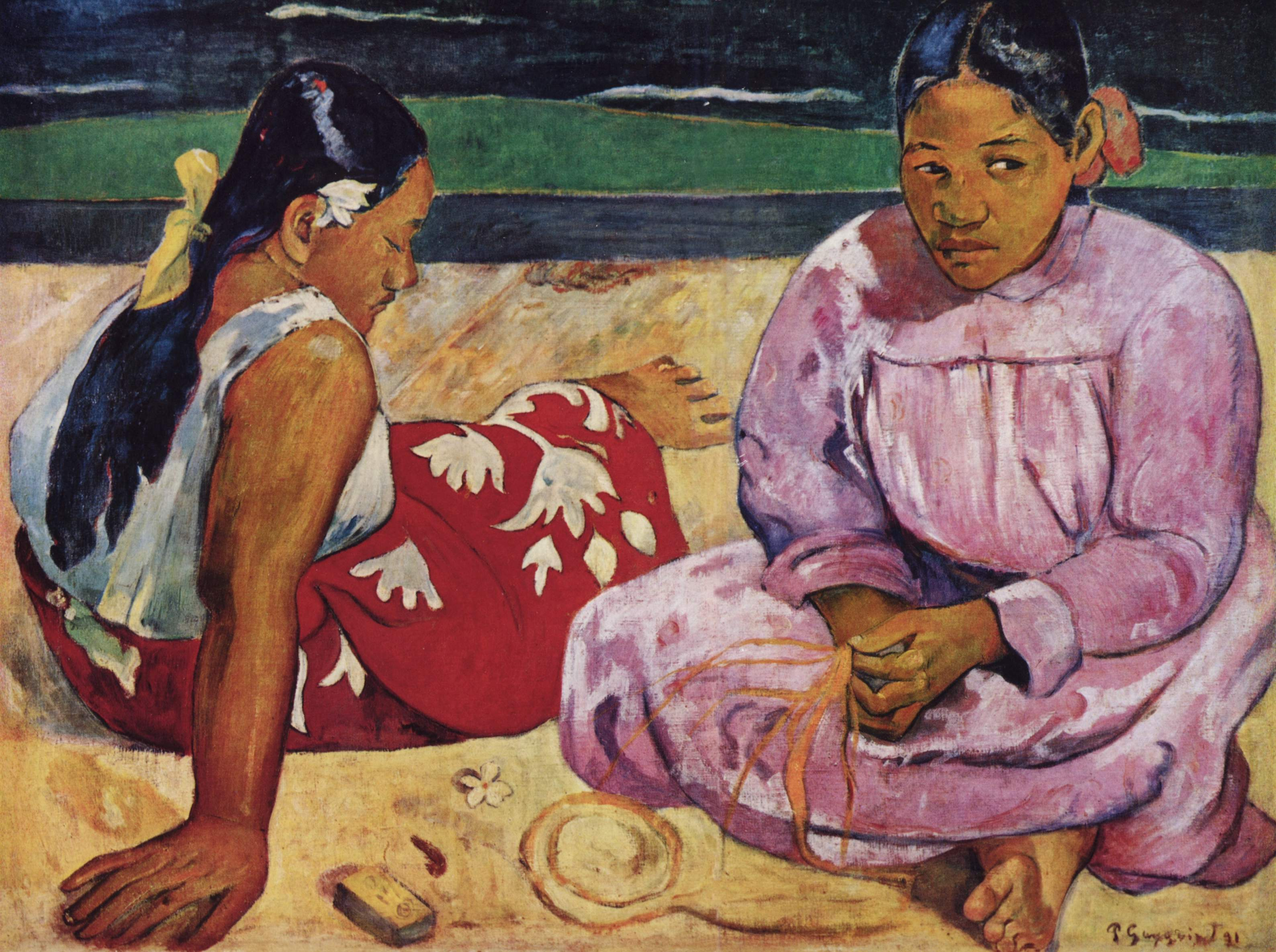
Femmes de Tahiti, par Paul Gauguin (1891).

Boucher et Lorjou peignirent tous deux une Chasse aux lions, Renoir et Matisse, des Odalisques. Le Douanier Rousseau, par Le Rêve, par La Bohémienne endormie, et Paul Gauguin, par Scène tahitienne et martiniquaise introduisent l'art primitif et le fauvisme en peinture. Nombre de ces œuvres influencent les écrivains comme Baudelaire (Curiosités esthétiques, l'Art Romantique). Très vite en effet le Romantisme s'empare de ce qui sera vu plus tard non plus comme un simple effet de style mais comme une véritable ouverture culturelle sur d'autres modes de vie et un élargissement des canons romantiques qui privilégient le vérisme et l'Histoire brute.
L'exotisme apparaît avec Pierre Loti et d'autres comme un motif autorisant le mélange des genres et en quelque sorte, du point de vue littéraire, un métissage. La science avec Jules Verne donne davantage de profondeur à l'exotisme (intégration de termes étrangers, d'espèces alors inconnues, popularisation géographique). Les naturalistes n'utiliseront pas l'exotisme qui, très vite, à la fin du XIXe siècle va se confronter avec le nationalisme en littérature (Charles Maurras, Maurice Barrès...) et diverger alors en deux sous-courants : celui accusant la Colonisation, et celui en faisant l'éloge.
Dès lors le thème du voyage modèle le genre exotique, à travers des écrivains comme Blaise Cendrars (La Prose du transsibérien et de la petite Jehanne de France) ou Victor Segalen (Stèles, qui évoque le monde chinois). Ce dernier écrit le premier essai sérieux sur l'exotisme : Essai sur l'exotisme, où il constate que la « tension exotique du monde décroît ». Avec la colonisation, l'exotisme perd définitivement toute prétention de convention : de nombreux auteurs étrangers francophones dévoilent un monde complexe, tels Léopold Sédar Senghor pour l'Afrique (Éthiopiques), Aimé Césaire pour les Antilles et bien d'autres. Les auteurs occidentaux s'imprègnent alors par la colonisation de cette ouverture sur le monde qui, selon les mots de Nathalie Sarraute, participe de l'ère du soupçon, renforcée par les deux Guerres Mondiales et les déstabilisations de l'homme blanc dans ses agissements coloniaux et dont le coup est porté par Frantz Fanon notamment. L'exotisme devient avec la décolonisation l'expression authentique des peuples souverains et l'affirmation d'une recherche de la vérité historique et une dénégation de la couleur locale. Des écrivains comme Jean Marie Gustave Le Clézio cherchent dès lors à utiliser le charme exotique pour rendre palpable et les cultures lointaines et les caractéristiques géographiques.
L'ethnologie, enfin, et la littérature qui en découle (Lévi-Strauss) font définitivement passer l'exotisme dans le champ de l'authenticité littéraire.

## L'exotisme en bande dessinée
Par la possibilité de mêler narration et image, tout en suggérant toujours ce qui n'apparaît pas dans les cases, la bande dessinée apparaît un art privilégié pour utiliser le sentiment exotique. 
Les Aventures de Tintin sont un exemple particulièrement emblématique d'une telle veine au sein du 9e art : de par leur notoriété, ainsi que la forme même des histoires. Tintin est un jeune reporter aventureux, prêt à voyager dans des contrées exotiques (en Amérique du Sud, au Congo belge, en Chine, au Tibet, etc.). Tintin au Congo peut apparaître comme le type de la bande dessinée colonialiste, avec un net rapport de domination lié au statut des Européens dans les colonies. Pour autant, d'autres épisodes, comme Le Temple du soleil, manifestent surtout une véritable recherche de précision de la part d'Hergé pour faire naître chez le lecteur la fascination pour une civilisation riche et étrange. L'anthropologue Philippe Descola relativise en ce sens les critiques que l'on peut porter à l'égard d'Hergé, en mettant en avant les évolutions de l'auteur : « C’est le regard de l’homme blanc, malgré tout. Et d’une époque avec ses clichés récurrents dont elle n’a pas conscience sur le moment. L’Amazonie de Tintin, c’est l’enfer vert des années 1930, les tribus cannibales, les animaux sauvages… Aujourd’hui, ce serait plutôt celle des Amérindiens botanistes, éclairés, qui luttent par divers moyens pour leur espace naturel et leurs ressources, mais ce doit être aussi une image projetée de notre époque. Cependant, en quelques albums, Hergé a fait des bonds colossaux. Regardez l’album de Tintin en Amérique, il y a déjà une sévère critique de la société américaine avec ses troupes de soldats qui chassent les Indiens de leurs territoires pour forer le pétrole. Regardez aussi Le Lotus bleu, on n’est plus du tout dans l’opérette, dans la pantomime, et encore moins la caricature comme dans Tintin au Congo. La critique du colonialisme sera par la suite très claire. Et je vois, par exemple, dans Tintin et les Picaros, la figure du professeur Tournesol, intellectuel de service, comme un militant des droits de l’homme, anticolonialiste… Ne veut-il pas déjà que le capitaine Haddock cesse de boire grâce à ses mixtures ? »
La fascination pour l'étranger, conçu comme un ailleurs fascinant, se prolonge ainsi (dans l'héritage des romans et tableaux exotiques du XIXe siècle) malgré les critiques portées à l'encontre du colonialisme (Fanon) et de l'orientalisme (Saïd). En ce sens, on peut mettre en avant l'œuvre de romans graphiques de Hugo Pratt, notamment Corto Maltese et Les Scorpions du désert entamés à la fin des années 1960. L'historien Michel Pierre écrit ainsi en 1995 dans la revue de bande dessinée (A Suivre) : « Telle la mer, la ligne noire et ondulantes des dunes, une mystique de l’espace qui fascina l’Europe du XIXe et du début du XXe : Rimbaud, Lawrence, Monfreid… (...)  Assumant tous ses héritages, Hugo Pratt devient le dernier écrivain colonial, non pas au sens mécaniquement péjoratif du mot mais dans ce qu’il y a de quête romantique, de recherche individuelle, de valeur du geste et de la volonté dans des aventures nouvelles où le pire des exotismes n’était jamais sûr. Et qui fait de Kipling, dont Hugo Pratt illustra des poèmes (et ce fut l’un de ses derniers travaux) un écrivain à relire. »

## Bibliographie exotique

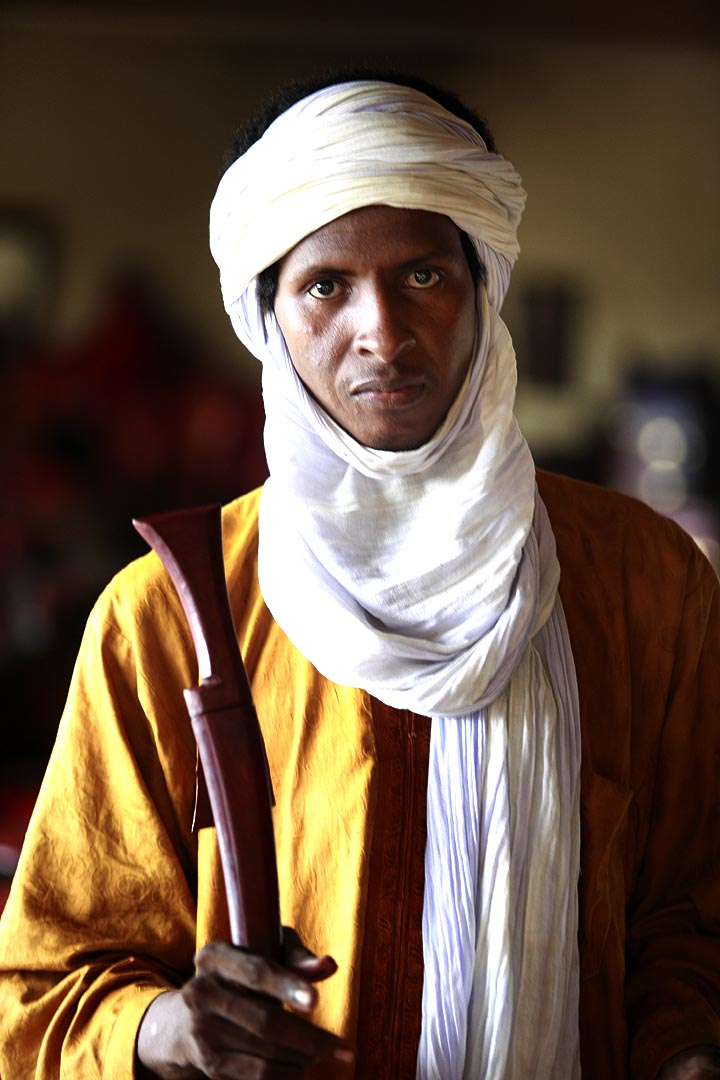
Un Touareg à Ouagadougou (2009).